# Mähma
Mähma – wieś w Estonii, w prowincji Viljandi, w gminie Viljandi. Do 2013 w gminie Viiratsi.
Przez wieś przepływa rzeka Tänassilma i strumień Mähma.